# 4708 Polydoros
4708 Polydoros је Јупитеров тројански астероид чија средња удаљеност од Сунца износи 5,278 астрономских јединица (АЈ).
Апсолутна магнитуда астероида је 9,5.